# Set Fire to the Rain
Singles de Adele
Someone Like You
(2011) Rumour Has It
(2011)
Set Fire to the Rain est une chanson de la chanteuse britannique Adele. Écrite par Adele et Mike Ferrer, c'est la cinquième chanson de son deuxième album studio, 21. XL Recordings a sorti la chanson comme le troisième single de l'album le 4 juillet 2011 au Royaume-Uni, et le 21 novembre 2011 aux États-Unis.
Le single a rapidement rencontré un fort succès : il a atteint la première place des charts dans plusieurs pays européens ainsi que celle du Billboard Hot 100, et la onzième place au UK Singles Chart.

## Liste des pistes
- Téléchargement digital

1. Set Fire To The Rain - 4:01

- EP digitaux et remixes[1],[2]

1. Set Fire to the Rain (Thomas Gold Remix) – 5:50
2. Set Fire to the Rain (Thomas Gold Dub) – 5:21
3. Set Fire to the Rain (Mike Ferrer Remix) – 8:01
4. Set Fire to the Rain (Moto Blanco Edit) – 3:35

## Crédits
- Chant : Adele
- Écriture : Adele et Mike Ferrer
- Réalisation : Fraser T. Smith

## Classements et certifications
| Classement (2011-2012)                      | Meilleure position |
| ------------------------------------------- | ------------------ |
| Allemagne (Media Control AG)                | 6                  |
| Australie (ARIA)                            | 11                 |
| Autriche (Ö3 Austria Top 40)                | 5                  |
| Belgique (Flandre Ultratop 50 Singles)      | 1                  |
| Belgique (Wallonie Ultratop 50 Singles)     | 1                  |
| Canada (Canadian Hot 100)                   | 4                  |
| Tchéquie (IFPI Rádio)                       | 1                  |
| Danemark (Tracklisten)                      | 5                  |
| Finlande (Suomen virallinen lista)          | 2                  |
| France (SNEP)                               | 9                  |
| Hongrie (Rádiós Top 40)                     | 9                  |
| Irlande (IRMA)                              | 6                  |
| Italie (FIMI)                               | 3                  |
| Liban (Lebanese Top 20)                     | 3                  |
| Pays-Bas (Nederlandse Top 40)               | 1                  |
| Nouvelle-Zélande (RMNZ)                     | 8                  |
| Norvège (VG-lista)                          | 4                  |
| Pologne                                     | 1                  |
| Écosse (OCC)                                | 10                 |
| Slovaquie (IFPI Rádio)                      | 1                  |
| Suède (Sverigetopplistan)                   | 13                 |
| Suisse (Schweizer Hitparade)                | 4                  |
| Royaume-Uni (UK Singles Chart)              | 11                 |
| États-Unis (Hot 100)                        | 1                  |
| États-Unis (Billboard Adult Pop Songs)      | 1                  |
| États-Unis (Billboard Hot Dance Club Songs) | 18                 |
| États-Unis (Billboard Pop Songs)            | 1                  |
| États-Unis (Billboard Rock Songs)           | 30                 |

| Classement (2011)                  | Position |
| ---------------------------------- | -------- |
| Australie Australian Singles Chart | 49       |
| Autriche Austrian Singles Chart    | 25       |
| Belgique (Flandre)                 | 3        |
| Belgique (Wallonie)                | 8        |
| Danemark Hitlisten                 | 14       |
| Pays-Bas Classement single         | 8        |
| Allemagne Classement single        | 16       |
| Hongrie Mahasz (Airplay)           | 51       |
| Irlande Irish Singles Chart        | 19       |
| Israël Media Forest (Airplay)      | 1        |
| Italie Classement single           | 12       |
| Nouvelle-Zélande Classement single | 22       |
| Suisse Classement single           | 10       |
| Royaume-Uni UK Singles Chart       | 28       |

| Classement (2012)                     | Position |
| ------------------------------------- | -------- |
| Belgique Classement single (Flandre)  | 72       |
| Belgique Classement single (Wallonie) | 68       |
| États-Unis Billboard Hot 100          | 12       |
| Global Track Chart                    | 23       |

### Certifications
| Pays             | Organisme | Certification | Vente     |
| ---------------- | --------- | ------------- | --------- |
| Allemagne        | BVMI      | Platine       | 300 000   |
| Australie        | ARIA      | 3 × Platine   | 210 000   |
| Belgique         | BEA       | Platine       | 30 000    |
| Brésil           | (ABPD)    | Platine       | 100 000   |
| Canada           | CRIA      | 4 × Platine   | 320 000   |
| Danemark         | IFPI      | Platine       | 30 000    |
| États-Unis       | RIAA      | 4 × Platine   | 4 552 000 |
| Italie           | FIMI      | 2 × Platine   | 60 000    |
| Mexique          | Amprofon  | 4 × Platine   | 240 000   |
| Nouvelle-Zélande | RIANZ     | Platine       | 15 000    |
| Royaume-Uni      | BPI       | Platine       | 600 000   |
| Suisse           | IFPI      | Platine       | 30 000    |

## Historique des sorties
| Pays        | Date             | Format                  |
| ----------- | ---------------- | ----------------------- |
| Autriche    | 4 juillet 2011   | Digital EP — remixes    |
| Allemagne   | 4 juillet 2011   | Digital EP — remixes    |
| Italie      | 4 juillet 2011   | Digital EP — remixes    |
| Pays-Bas    | 4 juillet 2011   | Digital EP — remixes    |
| Royaume-Uni | 4 juillet 2011   | Digital EP — remixes    |
| États-Unis  | 21 novembre 2011 | AC radio                |
| États-Unis  | 5 décembre 2011  | Triple A radio          |
| États-Unis  | 13 décembre 2011 | Top 40/Mainstream radio |